# Клуб Академија
Клуб Академија или Клуб ФЛУ био је клуб који је радио у Београду од 1961. до 2011. године. Имао је велики утицај на југословенску новоталасну сцену и био је седиште алтернативног уметничког покрета насталог почетком осамдесетих, чије се деловање продужило током четири деценије, све до затварања Клуба.

## Историјат
Клуб је основан 1961. као клуб студената Уметничке академије (основане 1937, касније Факултет ликовних уметности - Универзитет уметности) у подруму зграде Факултета ликовних уметности на углу Рајићеве и Кнез Михајлове улице (Рајићева 10).
Организован као место окупљања студената и професора уметности, након студентских демонстрација 1968. клуб је остао затворен наредних дванаест година. Крајем 1981. и почетком 1982. студенти Милован Де Стил Марковић и Властимир Микић праве у њему популарне "журке", али је после само пет месеци рада у њиховој организацији клуб поново затворен. У другој половини 1982. студентска организација поново отвара Клуб ФЛУ, овог пута је организатор и први уредник програма тадашњи студент сликарства Милан Атанасковић, који мења боју зидова у црно и проглашава клуб за уметнички рад у процесу (1982. - 86. и 1995. - 2000). Крајем 1983. уређивању се придружује Миомир Грујић Флека, који се нарочито бави музичким програмом и ради као уредник до 1989. Тадашњи студент графике и музичар Александар Сопчек учествовао је у осмишљавању дела програма у току 1984. године.
Убрзо после отварања, клуб стиче велику популарност и постаје својеврстан уметнички покрет и алтернативна андерграунд сцена на којој наступају новоталасне групе из целе Југославије, а касније и из иностранства, међу којима су: Дисциплина кичме, ЕКВ, Електрични оргазам, Партибрејкерси, Филм, Прљаво казалиште, Лачни Франц,  Дух Нибор, ППД, Кандински, Психомодо Поп, ВИА Талас, Блок Аут, Каријатиде, Rex Ilusivii, Плаћеници, Доријан Греј, Казимиров казнени корпус, Параф, Ду Ду А, Боје, Њет, Паста зизи, Сви председникови људи, Аутопсија, Д'Бојс, Денис и Денис, Тони Монтано, Еутаназија и десетине других.
Од зараде коју је клуб остваривао плаћане су апсолвентске екскурзије студената ФЛУ.
У креирању Академијине јединствене атмосфере осамдесетих, која је и сама била својеврстан уметнички рад у процесу, учествовали су многи уметници, међу којима су: Милан Атанасковић, Миомир Грујић Флека, Рајко Вујовић, Александра Шарановић, Бранислав Михајловић, Здравко Јоксимовић, Душан Миловановић, Душан Врга, Срђан Марковић, Јелена Марковић, Дарија Качић, Срђан Божјаковић, Катарина Бенедетић, Весна Миловановић, Аница Вучетић, Александар Сопчек, Никола Жигон, Зоран Пејић, Давид Вартабедијан и многи други.
Легенда о Академији не би била могућа да није било Вите, Уче, Славише, Киће, Биље, Трифкета, Фрица, Јеле и, наравно, да није било публике, као активног учесника и генератора Академијиног концепта. Чувене су биле вечери када су као диск џокеји радили Срђан Вучковић, Горан Вејвода, Флека, Душан Герзић Гера, Јован, Сале, Вили, Ркета, Гиле из Електричног оргазма, Која из Дисциплине кичме, који је са Костом Бунушевцем  једном недељно крајем осамдесетих одржавао музичко-сценски перформанс под насловом "Београдска превара уличног и надземаљског сјаја" (један од тих наступа је почетком двехиљадитих на CD-у издала издавачка кућа Tom Tom Music).

## Деведесете
На почетку југословенске кризе деведесетих, атмосфера девалвира и Клуб се затвара 1994., непуне 2 године након убиства које се догодило на његовом улазу.
1996. године Академију реновира и редизајнира тадашњи студент постдипломских студија вајарства Милан Атанасковић, који је у то време и Главни и одговорни уредник Арт ТВ - канала културе, а клуб воде бивши диџеј клуба Срђан Вучковић и Небојша Гргић Грга, некадашњи уредник музичког програма СКЦ-а и менаџер ЕКВ. Клуб тада удвостручује свој простор, добија нову сцену, тзв. Мали клуб и Атријум, у његов рад су укључени студенти нове генерације ФЛУ и тај период постаје својеврсни ривајвал почетка осамдесетих, укључујући уметнички концепт, амбијент и концерте група, као што су Дарквуд Дуб, Казна за уши, Неочекивана сила која изненада долази и решава ствар, Бјесови, итд.

## Двехиљадите и крај
Клуб је био затворен једно време после НАТО бомбардовања, а од 2002. до 2011. њиме управља Жељко Божић. Против затварања клуба, најављеног услед наводно нерешених имовинско-правних односа између ЈП Пословни простор и ФЛУ, свој глас су подигле многе јавне личности, али је Клуб ипак затворен 5. октобра 2011.

## Заоставштина
Легендарни клуб Академија је имао све особине снажног уметничког покрета који још увек зрачи. Као уметнички феномен настао је у доба пост-титовског ослобађања од социјалних догми, када је радикално променио београдски и југословенски уметнички пејзаж. Његови креатори, млади уметници, заједно са масовном публиком и настајућим новим супкултурама друштва у транзицији, створили су један до тада непознати амалгам форми и израза, ликовног, музичког и мултимедијалног, који је на авангардни начин, директно и индиректно, утицао на неколико следећих генерација.

## Филм
Октобра месеца 1996. године снимљен је документарни филм који је представљен публици у простору некадашњег биоскопа Рекс, тада Културног центра Рекс.

## Галерија
- Амбијент деведесетих
- Група Кандински
- Амбијент осамдесете
- Академија осамдесетих и деведесетих
- Осамдесете
- Позивнице
- WC у клубу, почетак деведесетих година.